# Кузьминов, Фёдор Дмитриевич
Фёдор Дмитриевич Кузьминов (май 1915, Кишинёв, Бессарабская губерния — 6 мая 1989) — молдавский советский оперный певец (лирико-драматический баритон). Заслуженный артист Молдавской ССР (1960).

## Биография
Фёдор Кузьминов родился в мае 1915 года на окраине города Кишинёв в бедной молдавской семье. Его отец был столяром.
В 15-летнем возрасте побывал на концерте Фёдора Шаляпина в Кишинёве, после чего решил стать профессиональным певцом.
В 1940 году поступил на учёбу в Кишинёвскую консерваторию, однако в июне 1941 года после начала Великой Отечественной войны ушёл на фронт. После войны вернулся в Кишинёв и возобновил учёбу по классу «классическое пение» под руководством профессора А. Месняева, окончив консерваторию в 1951 году.
В 1949 году впервые сыграл на сцене Молдавского музыкально-драматического театра в оперетте Исаака Дунаевского «Вольный ветер». В том же году был принят в качестве солиста в труппу Кишинёвского театра оперы и балета, где работал вплоть до 1976 года.
6 июня 1956 года исполнил главную партию в первой молдавской опере Давида Гершфельда «Грозован», представленной на сцене открывшегося в тот же день Национального оперного театра Молдавской ССР, солистом которого он стал. За эту роль Кузьминов был удостоен звания лауреата Всесоюзного смотра театров и музыкальных коллективов.
Удачными для Кузьминова стали оперные партии Григория Грязного в «Царской невесте» Николая Римского-Корсакова, Амонасро в «Аиде» Джузеппе Верди, Жермона в «Травиате» Джузеппе Верди, Скарпиа в «Тоске» Джакомо Пуччини, Эскамильё в «Кармен» Жоржа Бизе, Яго в «Отелло» Джузеппе Верди, кума Цыбули в «Сорочинской ярмарке» Модеста Мусоргского, Томы в «Сердце Доминики» Алексея Стырчи, Листрата в опере «В бурю» Тихона Хренникова.
Сотрудничал с Валентиной Савицкой, Тамарой Алёшиной, Лидией Опря, Кириллом Штирбу, Константином Крамарчуком, Марией Биешу, Львом Гавриловым. Биешу называла Кузьминова среди солистов Национального оперного театра, которые были её учителями в профессии.
На молдавском радио записал сборник народных песен, а также партии композиторов Давида Федова, Шико Аранова, Николая Римского-Корсакова, Вольфганга Амадея Моцарта и других.
Награждён орденом Трудового Красного Знамени (8 июня 1960). Заслуженный артист Молдавской ССР (1960).
Умер 6 января 1989 года.